# Adel Imam
Adel Imam (El-Mansoera, 17 mei 1940) is een Egyptisch filmacteur die in de Arabische wereld grote bekendheid geniet.

## Levensloop
Imam behaalde een bachelorgraad in landbouw aan de universiteit van Caïro.
Hij ging niettemin aan de slag als film- en toneelacteur. Sindsdien speelde hij in meer dan honderd komedies, vaak in combinatie met romantiek. Hij trad hij op in films, televisieseries en theaterstukken. Zijn rollen gaan gepaard met een breed scala aan humor, vergelijkbaar met die van slapsticks en kluchten, af en toe aangevuld met dubbelzinnige humor.
In 2000 werd hij benoemd tot UNHCR-ambassadeur. Sindsdien zet hij zich naast zijn werk als acteur in voor het lot van vluchtelingen.
In 2005 speelde hij een hoofdrol in de verfilming van de populaire roman Imarat Yaqubian (The Yacoubian Building) van Ala al-Aswani. De omstreden film was een grote kaskraker. In 2008 speelde hij in de controversiële film Hassan & Morcos een hoofdrol.
In 2012 werd hij schuldig verklaard voor belediging van de islam waaraan hij zich zou hebben bezondigd tijdens een toneelstuk in 1998 en een film uit 2008. Hij werd veroordeeld tot drie maanden gevangenisstraf en een geldboete van omgerekend circa 130 euro. De zaak loopt echter nog in hoger beroep dat hij ertegen aantekende (stand april 2012).

## Erkenning
Imam werd meermaals bekroond met filmprijzen. In 2006 werd hij in de categorie Beste acteur bekroond met de Internationale Jury Award tijdens het internationale filmfestival in São Paulo. In 2008 ontving hij een Lifetime Achievement Award tijdens het internationale filmfestival van Dubai.

## Acteerrollen

### Filmografie
| Jaar | film                                       | rol                       |
| ---- | ------------------------------------------ | ------------------------- |
| 1964 | Ana wa hua wa hia                          |                           |
| 1967 | El khouroug min el guana                   |                           |
| 1967 | El ragol da hai ganini                     |                           |
| 1967 | Karamet zawgaty                            | Amin                      |
| 1968 | Afrah                                      | Friend                    |
| 1968 | Afrit merati                               | Shafie                    |
| 1968 | Ana al-doctor                              | Abdou                     |
| 1968 | Hekayet thalass banat                      | Band Manager's Assistant  |
| 1968 | Helwa wa shakia                            | Latif                     |
| 1968 | Kayfa tesrak millionaire                   | Mansour                   |
| 1970 | Bahibek Ya Helwa                           | Saeed                     |
| 1971 | Banat Fi El-Gamaa                          | Ibrahim                   |
| 1972 | Al zairah                                  |                           |
| 1973 | El-Shayateen Wal Kora                      | Okasha                    |
| 1973 | Al-bahth an fadiha                         | Magdy                     |
| 1974 | 24 Saa'a Hob                               | Ahmed                     |
| 1974 | Al-Mohem El-Hob                            | Fahmy                     |
| 1974 | Shayatin Elal Abad                         | Fakharani                 |
| 1975 | Alo, ana al-ghetta                         | Mahboub                   |
| 1975 | El-Bahth an El-Mataeb                      | Shaaban                   |
| 1975 | Mamnou Fi Laylat El-Dokhla                 | Tahseen                   |
| 1976 | Malek El-Taks                              | Essam                     |
| 1977 | Al-Azwag Al-Shayateen                      | Mamdouh                   |
| 1977 | Gens Naem                                  | Adel                      |
| 1977 | Harami el hob                              | Mamoun                    |
| 1978 | Al-Baadh Yathhab Lil Maathoun Maratain     | Masoud                    |
| 1978 | El-Mahfaza Maaya                           | Atwa                      |
| 1978 | Shabab Yarqos Fawq Al-Nar                  | Adel                      |
| 1979 | Katel ma katelsh had                       | Adel Gharib               |
| 1979 | Khally Balak Men Geranak                   | Ahmed                     |
| 1979 | Ragab Fawq Safeeh Sakhin                   | Ragab                     |
| 1979 | We Are the Bus People                      | Jaber                     |
| 1980 | Athkiya' laken aghbiya'                    | Zaghloul                  |
| 1980 | Ragol Fakad Aklah                          | Zaki 'Ziko'               |
| 1980 | Shaaban Taht El-Sifr                       | Shaaban                   |
| 1981 | Al-Ensan Yaeesh Mara Wahida                | Hani                      |
| 1981 | Al-Mashbouh                                | Maher Sayed Ali           |
| 1981 | Intakhebo El-Doctoor Sulieman Abdel Basset | Dr. Sulieman Abdel Basset |
| 1981 | Omahat fi al manfa                         | Hassona                   |
| 1982 | Ala bab el wazir                           | Kamal                     |
| 1982 | Esabat Hamada Wa Toto                      | Hamada                    |
| 1983 | Al-ghoul                                   | Adel                      |
| 1983 | Al-motasaul                                | Hassanein                 |
| 1983 | Antar Shayel Saifoh                        | Antar                     |
| 1983 | El harrif                                  | Fares                     |
| 1983 | Hob Fi El-Zinzana                          | Salah                     |
| 1983 | Khamsa Bab                                 | Mansour                   |
| 1983 | Wala Men Shaf Wala Min Derey               | Morsy                     |
| 1984 | Al-avokato                                 | Hassan Sabanikh           |
| 1984 | Ana elli katalt Elhanash                   | Hassanain                 |
| 1984 | Ehtares min Alkhot                         | Khosousy/Alkhot           |
| 1984 | Hata la yatir al dokhan                    | Fahmi Abdel Hadi          |
| 1984 | Meen Fena El-Haramy?                       | Sherif / Hussain          |
| 1984 | Waheda Bewaheda                            | Salah Fouad               |
| 1985 | Al-halfout                                 | Arafa                     |
| 1985 | Al-ins wal jinn                            | Galal                     |
| 1985 | Khally balak men aqlak                     | Wael                      |
| 1985 | Ramadan fawq al-borkan                     | Ramadan                   |
| 1985 | Zoj taht al-talab                          | Mamdouh                   |
| 1986 | Karakon fe al-sharea                       | Sherif Al Masry           |
| 1986 | Salam ya sahby                             | Marzouk                   |
| 1987 | Al-nemr wa al-ontha                        | Waheed                    |
| 1989 | Al-mouled                                  | Barakat/Hima/Gharib       |
| 1990 | Hanafy al-obaha                            | Hanafy Al Obbaha          |
| 1990 | Jazeerat al-shaytan                        | Galal El-Ghawas           |
| 1991 | Allaeb ma'a alkebar                        | Hassan Bahloul            |
| 1991 | Mosajal khatar                             | Sayed                     |
| 1991 | Shams elzanaty                             | Sham Elzanaty             |
| 1993 | Al-irhab wal kabab                         | Ahmed                     |
| 1993 | El Mansy                                   | Youssef Elmansy           |
| 1994 | Al-irhabi                                  | Ali Abd-El-Zaher          |
| 1995 | Bakhit wa Adeela                           | Bakhit                    |
| 1995 | Toyour elzalam                             | Fathy Nawfal              |
| 1996 | El Noom fi el Asal                         | Magdy                     |
| 1997 | Bakhit wa Adeela 2                         | Bakhit                    |
| 1998 | Resala ela alwaly                          | Harfoush                  |
| 1999 | Elwad mahrous betaa alwazir                | Mahrous                   |
| 2000 | Hello America                              | Bakhit                    |
| 2002 | Amir El Zalam                              | Saeed El Masry            |
| 2003 | El tagrubah el danemarkiyyah               | Qadry                     |
| 2004 | Aris min geha amneya                       | Khattab                   |
| 2005 | El-sefara fi El-Omara                      | Sherif Khairy             |
| 2006 | Omaret yakobean                            | Zaki El Dessouki          |
| 2007 | Morgan Ahmed Morgan                        | Morgan Ahmed Morgan       |
| 2008 | Hassan wa Morcus                           | Polles/Hassan Elattar     |
| 2009 | Bobbos                                     | Mohsin Hindawi            |
| 2010 | Alzheimer's                                | Mahmoud Shuaib            |

### Televisieseries
| Jaar | televisieserie              | rol              |
| ---- | --------------------------- | ---------------- |
| 1971 | Al-Fannan wal-Handassa      |                  |
| 1973 | Al-Raggol wal-Dokhan        | Bassyouni        |
| 1978 | Ahlam Al-Fata Al-Taer       | Ebrahim Al-Tayer |
| 1978 | Kayfa Takhsar Melyon Geneih | Hamza            |
| 1980 | Dumou Fi Oyoun Waqiha       | Gomaa El-Shawan  |
| 2012 | Ferqet Naji Attallah's      | Naji Attallah    |
| 2013 | Al Araaf                    | Hazem Orbagy     |
| 2014 | Saheb al saada              | Bahgat           |

### Theater
| Jaar | theaterstuk               | rol                 |
| ---- | ------------------------- | ------------------- |
| 1964 | Ana w Howwa w Heyya       | Dossouqi            |
| 1967 | Zat Al-Bijama Al-Hamraa   |                     |
| 1970 | Enti Fein Wana Fein       | Heikal              |
| 1973 | Madrasset Al-Moshaghbeen  | Bahgat Al-Abassiri  |
| 1975 | Gharameyyat Afifi         | Khaleefa            |
| 1984 | Al-Wad Sayyed Al-Shaghaal | Sayyed              |
| 1976 | Shahed Mashafsh Haga      | Sarhan Abdel-Bassir |
| 1993 | Al-Zaeem                  | De leider Zenhom    |
| 1999 | Bodigard                  | Body Guard          |

- Biblioteca Nacional de España: XX4835688
- Bibliothèque nationale de France: cb14189011c (data)
- Gemeinsame Normdatei: 1099791766
- International Standard Name Identifier: 0000 0001 2347 9825
- Library of Congress Control Number: nr97031421
- Nationale Bibliotheek van Israël: 987007423553905171
- Nederlandse Thesaurus van Auteursnamen: 370790030
- Système universitaire de documentation: 116390050
- Virtual International Authority File: 122190370
- WorldCat: E39PBJv8FFYy6yhVHkCmvVJFKd